# 758 (szám)
A 758 (római számmal: DCCLVIII) egy természetes szám, félprím, a 2 és a 379 szorzata.

## A szám a matematikában
A tízes számrendszerbeli 758-as a kettes számrendszerben 1011110110, a nyolcas számrendszerben 1366, a tizenhatos számrendszerben 2F6 alakban írható fel.
A 758 páros szám, összetett szám, azon belül félprím, kanonikus alakban a 21 · 3791 szorzattal, normálalakban a 7,58 · 102 szorzattal írható fel. Négy osztója van a természetes számok halmazán, ezek növekvő sorrendben: 1, 2, 379 és 758.
A 758 négyzete 574 564, köbe 435 519 512, négyzetgyöke 27,53180, köbgyöke 9,11779, reciproka 0,0013193. A 758 egység sugarú kör kerülete 4762,65446 egység, területe 1 805 046,041 területegység; a 758 egység sugarú gömb térfogata 1 824 299 865,9 térfogategység.